# Maksym Mazuryk
Maksym Mazuryk (né le 2 avril 1983 dans l'oblast de Donetsk) est un athlète ukrainien, spécialiste du saut à la perche.

## Carrière
Il se révèle durant la saison 2002 en remportant la médaille d'or des Championnats du monde junior de Kingston, établissant avec 5,55 m la meilleure performance junior de l'année. Onzième des mondiaux d'Osaka 2007, il échoue au stade des qualifications lors des Jeux olympiques de Pékin en 2008. 
En 2009, Maksym Mazuryk termine quatrième des Championnats du monde de Berlin avec 5,60 m, et remporte en fin de saison la finale mondiale de l'athlétisme de Thessalonique grâce à un saut à 5,70 m.
Il décroche la médaille d'argent des Championnats d'Europe de Barcelone derrière le Français Renaud Lavillenie après avoir établi son meilleur saut de la saison (5,80 m) ce qui lui permet de représenter l'Europe lors de la Coupe continentale d'athlétisme 2010.
Le 18 octobre 2016, le Comité international olympique annonce sa disqualification des Jeux de Londres en raison de la présence de turinabol dans les échantillons prélevés lors de ces Jeux.

## Palmarès
| Date | Compétition                       | Lieu          | Rang | Marque |
| ---- | --------------------------------- | ------------- | ---- | ------ |
| 2002 | Championnats du monde juniors     | Kingston      | 1er  | 5,55 m |
| 2003 | Championnats d'Europe espoirs     | Bydgoszcz     | 3e   | 5,45 m |
| 2005 | Championnats d'Europe espoirs     | Erfurt        | 6e   | 5,60 m |
| 2006 | Championnats d'Europe             | Göteborg      | 8e   | 5,50 m |
| 2007 | Championnats du monde             | Osaka         | 11e  | 5,76 m |
| 2008 | Championnats du monde en salle    | Valence       | 6e   | 5,70 m |
| 2008 | Finale mondiale                   | Stuttgart     | 3e   | 5,60 m |
| 2009 | Championnats du monde             | Berlin        | 4e   | 5,75 m |
| 2009 | Finale mondiale                   | Thessalonique | 1er  | 5,70 m |
| 2010 | Championnats d'Europe             | Barcelone     | 2e   | 5,80 m |
| 2011 | Championnats d'Europe par équipes | Stockholm     | 1re  | 5,72 m |
| 2012 | Championnats d'Europe             | Helsinki      | 8e   | 5,40 m |

### Records
| Épreuve      | Performance | Lieu    | Date            |
| ------------ | ----------- | ------- | --------------- |
| En plein air | 5,82 m      | Yalta   | 6 juin 2008     |
| En salle     | 5,88 m      | Donetsk | 12 février 2011 |